# 네네치킨
네네치킨(법인명: 혜인식품)은 대한민국의 닭튀김 업체이다.
현철호 회장이 닭고기 가공업체인 ‘마니커'에서 영업사원으로일한 경험으로 1995년 혜인유통이라는 닭고기 가공업체로 시작해 1999년 본격적으로 치킨 체인사업에 진출했다.
2006년 1월 5일 경기도 양주시 백석읍 방성리에서 주식회사 혜인유통 설립.
2018년에는 봉구스밥버거를 인수했으며, 이후 밥버거와 닭튀김을 같이 팔아 치밥으로 먹을 수 있는 복합매장을 오픈하였다.

## 같이 보기
- 봉구스밥버거

## 본점 및 지점 현황
- 본점: 서울특별시 도봉구 노해로 391 (창동)
- 음성지점: 충청북도 음성군 맹동면 맹동산단1길 27-25
- 금왕지점: 충청북도 음성군 금왕읍 금왕테크노로 66